# Nigel Carr
 Nigel John Carr, est né le 27 juillet 1959 à Belfast. C’est un ancien joueur de rugby à XV qui a évolué avec l'équipe d'Irlande au poste de troisième ligne aile.

## Carrière
Il a disputé son premier test match, le 2 février 1985 contre l'équipe d'Écosse. Son dernier test match fut contre l'équipe du Pays de Galles, le 4 avril 1987. Le 25 avril 1987, en retournant d'une session d'entrainînement avec ses coéquipiers David Irwin et Philip Rainey, il est constraint à rater la Coupe du monde de rugby 1987 avant le début et terminer sa carrière à l' âge de 27 ans, à cause de nombreuses blessures causées pour l'explosion d'une voiture piegée de l'Armée républicaine irlandaise provisoire preparée pour un attentat au juge Maurice Gibson, qui est dans une voiture avec sa femme (qui seront tués dans l'explosion), près de Killean, dans le Comté d'Armagh.

## Palmarès
- 11 sélections
- Sélections par années : 4 en 1985, 4 en 1986, 3 en 1987
- Tournois des Cinq Nations disputés: 1985, 1986, 1987
- Vainqueur du tournoi des cinq nations en 1985